# Équipe de Corée du Sud des moins de 23 ans de football
Maillots
L'équipe de Corée du Sud des moins de 23 ans est une sélection de joueurs de moins de 23 ans au début des deux années de compétition placée sous la responsabilité de la Fédération de Corée du Sud de football. En outre, elle représente la Corée du Sud dans les compétitions de football espoirs comme les Jeux olympiques d'été, où sont conviés les joueurs de moins de 23 ans.
Elle est notamment vainqueur de la Coupe d'Asie des moins de 23 ans en 2020.

## Histoire
L'équipe olympique se qualifie en janvier 2020 pour la phase finale du tournoi olympique de football 2020 au Japon, grâce à une qualification en finale de son équipe des moins de 23 ans à l'occasion de l'édition 2020 (en) de la Coupe d'Asie U23. Les Guerriers Taeguk défieront en finale l'Arabie saoudite pour s'adjuger un premier titre continental dans cette catégorie d'âge. La Corée du Sud s'impose 1-0 en prolongations et décroche le premier titre de son histoire, 4 ans après une précédente finale perdue (en) contre le Japon.

## Palmarès
- Médaille de bronze aux Jeux olympiques d'été de 2012
- Vainqueur aux Jeux asiatiques en 2014, 2018 et 2022
- Vainqueur du Coupe d'Asie des moins de 23 ans en 2020

## Parcours lors des Jeux olympiques
Depuis les Jeux olympiques d'été de 1992, le tournoi est joué par des joueurs de moins de 23 ans.
| Football aux Jeux olympiques | Football aux Jeux olympiques | Football aux Jeux olympiques | Football aux Jeux olympiques | Football aux Jeux olympiques | Football aux Jeux olympiques | Football aux Jeux olympiques | Football aux Jeux olympiques | Football aux Jeux olympiques |
| Année                        | Tour                         | Classement                   | J                            | G                            | N                            | P                            | Bp                           | Bc                           |
| ---------------------------- | ---------------------------- | ---------------------------- | ---------------------------- | ---------------------------- | ---------------------------- | ---------------------------- | ---------------------------- | ---------------------------- |
| 1896                         | Pas de Tournoi               | -                            | -                            | -                            | -                            | -                            | -                            | -                            |
| 1900                         | Non participant              | -                            | -                            | -                            | -                            | -                            | -                            | -                            |
| 1904                         | Non participant              | -                            | -                            | -                            | -                            | -                            | -                            | -                            |
| 1908                         | Non participant              | -                            | -                            | -                            | -                            | -                            | -                            | -                            |
| 1912                         | Non participant              | -                            | -                            | -                            | -                            | -                            | -                            | -                            |
| 1920                         | Non participant              | -                            | -                            | -                            | -                            | -                            | -                            | -                            |
| 1924                         | Non participant              | -                            | -                            | -                            | -                            | -                            | -                            | -                            |
| 1928                         | Non participant              | -                            | -                            | -                            | -                            | -                            | -                            | -                            |
| 1932                         | Pas de Tournoi               | -                            | -                            | -                            | -                            | -                            | -                            | -                            |
| 1936                         | Non participant              | -                            | -                            | -                            | -                            | -                            | -                            | -                            |
| 1948                         | Quart de finale              | 8                            | 2                            | 1                            | 0                            | 1                            | 5                            | 15                           |
| 1952                         | Non participant              | -                            | -                            | -                            | -                            | -                            | -                            | -                            |
| 1956                         | Non participant              | -                            | -                            | -                            | -                            | -                            | -                            | -                            |
| 1960                         | Non qualifiée                | -                            | -                            | -                            | -                            | -                            | -                            | -                            |
| 1964                         | 1er tour                     | 14                           | 3                            | 0                            | 0                            | 3                            | 1                            | 20                           |
| 1968                         | Non qualifiée                | -                            | -                            | -                            | -                            | -                            | -                            | -                            |
| 1972                         | Non qualifiée                | -                            | -                            | -                            | -                            | -                            | -                            | -                            |
| 1976                         | Non qualifiée                | -                            | -                            | -                            | -                            | -                            | -                            | -                            |
| 1980                         | Non qualifiée                | -                            | -                            | -                            | -                            | -                            | -                            | -                            |
| 1984                         | Non qualifiée                | -                            | -                            | -                            | -                            | -                            | -                            | -                            |
| 1988                         | 1er tour                     | 11                           | 3                            | 0                            | 2                            | 1                            | -                            | 2                            |
| 1992                         | 1er tour                     | 11                           | 3                            | 0                            | 3                            | 0                            | 2                            | 2                            |
| 1996                         | 1er tour                     | 10                           | 3                            | 1                            | 1                            | 1                            | 2                            | 2                            |
| 2000                         | 1er tour                     | 9                            | 3                            | 2                            | 0                            | 1                            | 2                            | 3                            |
| 2004                         | Quart de finale              | 6                            | 4                            | 1                            | 2                            | 1                            | 2                            | 4                            |
| 2008                         | 1er tour                     | 10                           | 3                            | 1                            | 1                            | 1                            | 2                            | 4                            |
| 2012                         | 3e                           | 3                            | 6                            | 2                            | 3                            | 1                            | 5                            | 5                            |
| 2016                         | Quart de finale              | 5                            | 4                            | 2                            | 1                            | 1                            | 12                           | 4                            |
| 2020                         | Quart de finale              | 5e                           | 4                            | 2                            | 0                            | 2                            | 13                           | 7                            |
| 2024                         | Non qualifiée                | -                            | -                            | -                            | -                            | -                            | -                            | -                            |
| Total                        | 11/27                        | 3e                           | 41                           | 13                           | 15                           | 13                           | 55                           | 73                           |

## Effectif 2008
| #          | Nom             | Club                     | Âge      | Joués    | But inscrit | Averti   | Carton jaune · Carton jaune · Carton rouge | Carton rouge |
| Gardiens   | Gardiens        | Gardiens                 | Gardiens | Gardiens | Gardiens    | Gardiens | Gardiens                                   | Gardiens     |
| ---------- | --------------- | ------------------------ | -------- | -------- | ----------- | -------- | ------------------------------------------ | ------------ |
| 1          | Jung Sung-ryong | Seongnam FC              | 23       | 0        | 0           | 0        | 0                                          | 0            |
| 18         | Song Yoo-geol   | Incheon United           | 23       | 0        | 0           | 0        | 0                                          | 0            |
| Défenseurs |                 |                          |          |          |             |          |                                            |              |
| 2          | Shin Kwang-hoon | Pohang Steelers          | 21       | 0        | 0           | 0        | 0                                          | 0            |
| 3          | Kim Dong-jin*   | Zénith Saint-Pétersbourg | 26       | 0        | 0           | 0        | 0                                          | 0            |
| 4          | Kang Min-soo    | Jeonbuk Hyundai Motors   | 22       | 0        | 0           | 0        | 0                                          | 0            |
| 5          | Kim Chang-soo   | Busan IPark              | 23       | 0        | 0           | 0        | 0                                          | 0            |
| 6          | Kim Jin-kyu     | FC Séoul                 | 23       | 0        | 0           | 0        | 0                                          | 0            |
| 15         | Kim Geun-hwan   | Université Kyung Hee     | 22       | 0        | 0           | 0        | 0                                          | 0            |
| Milieux    |                 |                          |          |          |             |          |                                            |              |
| 7          | Oh Jang-eun     | Ulsan HD                 | 23       | 0        | 0           | 0        | 0                                          | 0            |
| 8          | Kim Jung-woo*   | Seongnam FC              | 26       | 0        | 0           | 0        | 0                                          | 0            |
| 11         | Lee Chung-yong  | Celtic                   | 20       | 0        | 0           | 0        | 0                                          | 0            |
| 12         | Ki Sung-yong    | FC Séoul                 | 19       | 0        | 0           | 0        | 0                                          | 0            |
| 13         | Kim Seung-yong  | Gimcheon Sangmu          | 23       | 0        | 0           | 0        | 0                                          | 0            |
| 14         | Baek Ji-hoon    | Suwon Samsung Bluewings  | 23       | 0        | 0           | 0        | 0                                          | 0            |
| 16         | Cho Young-cheol | Yokohama                 | 19       | 0        | 0           | 0        | 0                                          | 0            |
| Attaquants |                 |                          |          |          |             |          |                                            |              |
| 9          | Shin Young-rok  | Suwon Samsung Bluewings  | 21       | 0        | 0           | 0        | 0                                          | 0            |
| 10         | Park Chu-young  | FC Séoul                 | 23       | 0        | 0           | 0        | 0                                          | 0            |
| 17         | Lee Keun-ho     | Daegu FC                 | 23       | 0        | 0           | 0        | 0                                          | 0            |
| Entraîneur |                 |                          |          |          |             |          |                                            |              |
|            | Park Sung-hwa   |                          |          |          |             |          |                                            |              |